# Magda Lupescu
Elena Lupescu, bedre kendt som Magda Lupescu, (født 15. september 1895, død 29. juni 1977) var kong Carol 2. af Rumæniens elskerinde. Efter hans abdikation og eksil, blev de gift i Rio de Janeiro i 1947.
Carol døde i 1953. Lupescu levede til sin død i eksil i Estoril, Portugal.